# Quercus edithiae
Quercus edithiae là một loài thực vật có hoa trong họ Cử. Loài này được Skan miêu tả khoa học đầu tiên năm 1900.

## Hình ảnh